# Liviu Ioan Stoiciu
Liviu Ioan Stoiciu (n. 19 februarie 1950, comuna Dumbrava Roșie, Canton CFR, județul Neamț) este un poet, prozator și scriitor optzecist român.
Debutul publicistic s-a produs, în 1967, cu versuri în pagina literară a ziarului regiunii Bacău, Steagul Roșu. În 1974 este prezentat ca poet în revista Familia de Ștefan Augustin Doinaș: „Liviu Ioan Stoiciu – Realul, ca plasmă poetică”.
Debutul editorial cu ciclurile de versuri Balans în Caietul debutanților, 1977 (Editura Albatros, 1978) și Cantonul 248 în Caietul debutanților, 1978 (Editura Albatros, 1979).

## Volume de versuri publicate
- La fanion (Editura Albatros, 1980) – Premiul de debut al Uniunii Scriitorilor din România
- Inima de raze (Editura Albatros, 1982)
- Când memoria va reveni (Editura Cartea Românească, 1985)
- O lume paralelă (Editura Cartea Românească. 1989)
- Poeme aristocrate (Editura Pontica, 1991) – Premiul de poezie al Uniunii Scriitorilor din România
- Singurătatea colectivă (Editura Eminescu, 1996) – Premiul "Mihai Eminescu" al Academiei României, Premiul de poezie al Asociației Scriitorilor Profesioniști din România (ASPRO), Premiul "Poesis" ("Cea mai bună carte a anului 1996"), Premiul Uniunii Scriitorilor din Republica Moldova
- Ruinele poemului (Editura Pontica, 1997) – Marele Premiu al ASPRO, Marele Premiu al Festivalului Internațional de Poezie (ediția I, Oradea), Premiul pentru poezie pe anul 1997 – Superlativele Revistei "Cuvântul"
- Post-ospicii (Editura Axa, Seria "La Steaua - Poeți optzeciști", 1997) – Premiul Asociației Scriitorilor din București
- Poemul animal (Crepuscular) (Editura Călăuza, 2000)
- La plecare (Editura Vinea, 2003)
- Cantonul 248, antologie de versuri de autor (Editura Vinea, colecția „Scriitori Români Contemporani – Ediții Definitive”, 2005)[1] – Premiul pentru Poezie al Revistei „Ateneu”
- pam-param-pam (adjudu vechi), concepție grafică și ilustrații de Vasile Angelache, Editura Muzeul Literaturii Române, 2006 – Premiul pentru Literatură al Revistei „Argeș”; Premiul Festivalului-concurs Internațional de Poezie „Avangarda XXII”, Bacău (ediția a VII-a, 2007).
- Craterul Platon (Editura Vinea, 2008) – Premiul pentru Poezie al Revistei „Observator cultural” (Ediția a III-a, 2009), volum nominalizat la Premiile Uniunii Scriitorilor. Volumul „Craterul Platon” a apărut într-o a doua ediție la Editura Vinea / Editura Integral, în 2016. A apărut, totodată, în 2016, și în franceză – „Le cratère Platon”, tradus de Sorin Barbu. Ambele volume au fost lansate la Paris, la Salon du livre, în 19 martie 2016.
- Pe prag / Vale-Deal (Editura Cartea Românească, 2010)[2][3], volum nominalizat la Premiile Radio România Cultural și la Premiile Revistei „Observator cultural”
- Lanțul, antologie de versuri de autor (Editura Tipo Moldova, Iași, 2012, colecția Opera Omnia. Poezie contemporană)
- Substanțe interzise (Editura Tracus Arte, București, 2012, Colecția Neo), Premiul Cartea de Poezie a anului 2012 (acordat pe 15 ianuarie 2013 la ICR, la Gala Scriitorilor Tineri, ediția a III-a, președinte de juriu Eugen Simion); Premiul pentru Poezie al revistei „Mișcarea literară” (Bistrița, 27 februarie 2013, președinte de juriu Alex Goldiș); Volum nominalizat la Premiile USR; („Premiul Național pentru Poezie Mircea Ivănescu”, Sibiu, 13 iulie 2013, președinte de juriu Al. Cistelecan; premiu recuzat de Liviu Ioan Stoiciu) „Premiul Național pentru Poezie” (Târgu Jiu, în cadrul Atelierului Național de Poezie „Serile la Brădiceni”, 8 septembrie 2013, președinte de juriu Gh. Grigurcu); Premiul de excelență al Festivalului de poezie „Emil Botta” (Adjud, 15 septembrie 2013)
- Nous (Editura Limes, Cluj, 2015, Colecția Magister), volum nominalizat la Premiul Cartea Anului 2015 acordat de revista „România literară”; volum nominalizat și la Premiile USR.
- Opera Poetică, volumul I și II (Editura Paralela 45, 2016), prefață de Răzvan Voncu
- Născut în România / Born in Romania (Editura MTTLC.ro, București, 2014), antologie de poeme traduse în engleză de Leach Fritz și Ioana Bușe, colecția Contemporary Literature Press, Universitatea din București (http://editura.mttlc.ro/carti/Liviu%20Ioan%20Stoiciu.%20CLP.pdf
- Efecte 2.0, Editura Tracus Arte, 2017;
- Ajuns din urmă, Editura Junimea, 2017;

## Volum publicat în germană
- Das verderben der Schönheit, Editura Dionysos Boppard, 2020, Trad.Christian W. Schenk, ISBN 9781074943691

## Prezent în antologii
- Antologia poeziei generatiei '80 (coord. Alexandru Musina, Editura Vlasie, 1993);
- Streiflicht, Eine Auswahl zeitgenössischer rumänischer Lyrik, ins Deutsche übertragen von Christian W. Schenk, Dionysos Verlag, Kastellaun, 1994;
- Băutorii de absint (antologie de grup, în care apare alături de Traian T. Coșovei, Nichita Danilov, Ion Mureșan și Ioan Es. Pop, Editura Paralela 45, 2007);
- Cele mai frumoase poezii ale anului (coord. Alexandru Petria, Editura Adenium, 2014).
- PIETA-  eine Anthologie der rumänischen Dichtung - Dionysos, Boppard/Germany 2018,  Übersetzer und Herausgeber  Christian W. Schenk.
- ROSARIEN: Rumänische Gegenwartslyrik 2020, 444 Seiten, Dionysos Boppard 2020, trad. Christian W. Schenk, ISBN 979-8649287029.

## Romane
- Femeia ascunsă (Asociația Scriitorilor din București și Editura Cartea Românească, 1997, Colecția „Biblioteca București”) – Marele Premiu „Alexandru Vlahuță” al Salonului literar Dragosloveni, Vrancea
- Grijania (Editura Paralela 45, 1999), volum nominalizat la Premiile Uniunii Scriitorilor, ASPRO și Asociației Scriitorilor din București — Premiul Național de Proză „Ion Creangă” (Humulești, Neamț)
- Undeva, la Sud-Est (Într-unu-s doi), Editura Cronica, 2001
- Romanul-basm (Trup și Suflet), Editura Dacia, 2002
- Vrăjmaș, Editura Polirom (Colecția Fiction Ltd.), 2014 — Premiul pentru „Cel mai valoros roman” (în cadrul Colocviilor romanului românesc contemporan, Alba Iulia, 2015; juriu: Irina Petraș, președinte, Ioan Holban, Virgil Podoabă, Daniel Cristea Enache). Premiu ex-aequo (cu Nora Iuga)
- A apărut în 2007, la Editura Paralela 45, în antologia intitulată Basme și povești mistice românești repovestite de Horia Gârbea, Doina Ruști și Liviu Ioan Stoiciu

## Memorialistică/publicistică
- Jurnalul unui martor (13-15 iunie 1990, Piața Universității, București), Editura Humanitas, 1992
- Jurnal stoic din anul Revoluției, urmat de Contrajurnal, Editura Paralela 45, 2002, volum nominalizat la Premiile Uniunii Scriitorilor și Premiile Asociației Scriitorilor din București
- Cartea zădărniciei (Convorbiri de sfârșit cu Al. Deșliu & „Inspirații” de început) – Editura Pallas, 2008

## Teatru
- Teatrul uitat (Editura Muzeul Literaturii Române, 2005) – Premiul pentru Dramaturgie al Uniunii Scriitorilor din România; Premiul pentru teatru al Zilelor Culturale „Poesis”, 2007.
- La Teatrul Național Radiofonic (Radio România Cultural) regizorul Gavriil Pinte a pus în scenă, în ianuarie 2007, spectacolul intitulat Ochii Arhanghelului din vis — o biografie poetică a lui Eminescu după un ciclu de poeme ale lui Liviu Ioan Stoiciu

## Premii și distincții (selectiv)
- Premiul pentru Debut-Poezie al Uniunii Scriitorilor din România (USR) pe anul 1980 (La fanion, Editura Albatros); Premiul pentru Poezie al USR pe anul 1991 (Poeme aristocrate, Editura Pontica); Premiul pentru Dramaturgie al USR pe anul 2005 (Teatrul uitat, Editura Muzeul Literaturii Române)

- Premiul „Mihai Eminescu” al Academiei Române pe anul 1996 (Singurătatea colectivă, Editura Eminescu)

- Premiile ASPRO (Asociația Scriitorilor Profesioniști din România) pe anii 1996 (Premiul pentru Poezie al ASPRO – Singurătatea colectivă) și 1997 (Marele Premiu al ASPRO – Ruinele Poemului, Editura Pontica)

- Premiul pentru Poezie al Uniunii Scriitorilor din Republica Moldova pe anul 1996 (Singurătatea colectivă).

- Premiile pentru Poezie ale Asociației Scriitorilor din București pe anii 1997 (Post-ospicii, Editura Axa) și 2000 (Poemul animal, Editura Călăuza)
- Meritul Cultural în grad de Ofițer, 2004